# Vedresábrány
Vedresábrány (Abrămuț) az érmelléki hegyek alatt, Margittától délnyugatra, a Berettyó mellett, Monospetri és Érfancsika közt fekvő település. A régi iratok is sokszor összekeverik Monostorosábránnyal.

## Népessége
1910-ben 644 lakosa volt, ebből 321 magyar, 317 román volt, melyből 48 római katolikus, 312 görögkatolikus, 219 református volt.

## Története
A fennmaradt oklevelek szerint a falu a tatárjárás előtt nem a mai helyén állt. 1334-1338 körül Magosabram néven említette oklevél. 1397-ben a fennmaradt oklevél a Berettyónál Királyival határos helynek írta. 1425-ben, 1445-ben Molnosabran néven a Csáky család birtokai közé tartozott. 1436-ban Abranfalva, 1599-ben Veödreös Abram, 1863-ban Alsó-Ábrány  (Felső-Ábránynak a későbbi Érábrányt hívták), 1920-ban Abramul de Jos (= Alsóábrány), 1936-ban Abrămuț néven írták.
A 19. század elején gróf Sternberg Ádám, gróf Zichy Ferenc birtoka volt. Az 1851. évi összeíráskor Vedres-Ábránynak 260 görögkatolikus, 170 református, 10 zsidó lakosa volt. Birtokosa ekkor Zichy Ferenc volt.
A 20. század elején Bihar vármegye Margittai járásához tartozott.
2022-ig Vedresábrány község központja volt, ekkor a község székhelye Monospetribe került át és neve is megváltozott.

## Nevezetessége
- Református temploma az ősi egyház helyén 1643-ban épült, tornya 19. századi. A romániai műemlékek jegyzékében a BH-II-m-B-01092 sorszámon szerepel.[2]
- Görögkatolikus temploma 1800 táján épült.